# Fredrik-Adolf Hamilton af Hageby
Hugo Johan Fredrik-Adolf Hamilton af Hageby, född 18 april 1919 i Stockholm (Engelbrekt), död 3 februari 1968 i Bo församling, Örebro län, var en svensk adelsman, kammarherre, förvaltare på Boo slott och riksdagspolitiker (moderat).
Hamilton var riksdagsledamot i andra kammaren från 1958 för Örebro läns valkrets. Han var från 1943 gift med Karin Odelstierna (1916–2004) med vilken han fick tre söner och en dotter.